# Římskokatolická farnost Radkov u Telče
Římskokatolická farnost Radkov u Telče je územní společenství římských katolíků v rámci telčského děkanství brněnské diecéze s farním kostelem svatého Bartoloměje.

## Historie farnosti
První písemné zprávy o obci pocházejí ze 14. století. První zmínka o faře v Radkově je z roku 1360. V roce 1390 je zde písemně doložen kněz Ctibor a od této doby je již z větší části známa posloupnost kněží ve farnosti. Ve druhé polovině 16. století klesl natolik počet farníků, že farnost v Radkově byla připojena k Urbanovu. V roce 1785 byla obnovena fara, v roce 1803 byla lokálie Radkov povýšena na farnost. 

## Duchovní správci
Od roku 1958 je farnost spravována z Telče. Administrátorem excurrendo byl od srpna 2011 R. D. Mgr. Josef Maincl z Telče, kterého 1. srpna 2025 vystřídal R. D. Mgr. Jiří Dobeš.

## Bohoslužby
| Kostel              | Místo          | Bohoslužba (den) | Hodina                         | Poznámka     |
| ------------------- | -------------- | ---------------- | ------------------------------ | ------------ |
| svatého Bartoloměje | Radkov u Telče | neděle čtvrtek   | 9.00 18.00 (zima)/18.30 (léto) | farní kostel |

## Aktivity ve farnosti
Dnem vzájemných modliteb farností za bohoslovce a bohoslovců za farnosti brněnské diecéze je 25. červen. Adorační den připadá na 22. dubna.
Ve farnosti se pravidelně koná tříkrálová sbírka. V roce 2017 se při sbírce vybralo v Telči a okolí 222 878 korun.